# Stropharia lepiotiformis
Stropharia lepiotiformis är en svampart som först beskrevs av Cooke & Massee, och fick sitt nu gällande namn av Pier Andrea Saccardo 1891. Stropharia lepiotiformis ingår i släktet kragskivlingar och familjen Strophariaceae.   Inga underarter finns listade i Catalogue of Life.